# همجا

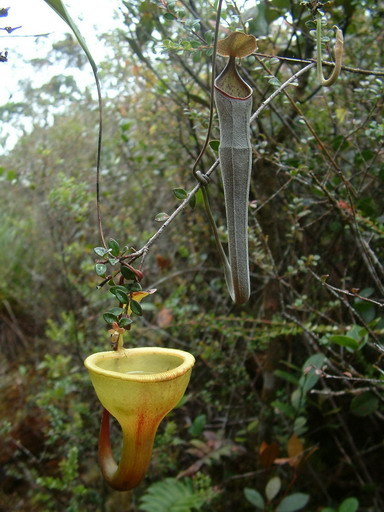
گیاهان کوزه‌دار هم‌میهن، Nepenthes jamban (چپ) و Nepenthes lingulata (راست) در جنگل کوهستانی بالایی سوماترا

در زیست‌شناسی، دو گونه یا جمعیت زمانی هم‌میهن یا همجا (به انگلیسی: Sympatric) هستند که در یک منطقه جغرافیایی وجود داشته باشند و به‌طور پیوسته با یکدیگر مواجه شوند. یک جمعیت در ابتدا با هم آمیختگی که به دو یا چند گونه مجزا تقسیم می‌شود که دارای یک محدوده مشترک هستند، نمونه‌ای از گونه‌زایی هم‌بوم است. چنین گونه‌زایی ممکن است محصول جداسازی تولیدمثلی باشد - که از زنده ماندن یا توانایی تولید مثل فرزندان دورگه جلوگیری می‌کند و در نتیجه جریان ژن را کاهش می‌دهد. - که منجر به واگرایی ژنتیکی می‌شود. گونه‌زایی هم‌میهنی ممکن است، اما لازم نیست، از طریق تماس ثانویه ایجاد شود، که به گونه‌زایی یا واگرایی در گونه‌زایی ناهمجا و به دنبال آن گسترش دامنه منجر به ناحیه هم‌میهنی اشاره دارد. گونه‌ها یا آرایه‌های هم‌میهن در تماس ثانویه ممکن است با هم دورگه شوند یا نشوند.

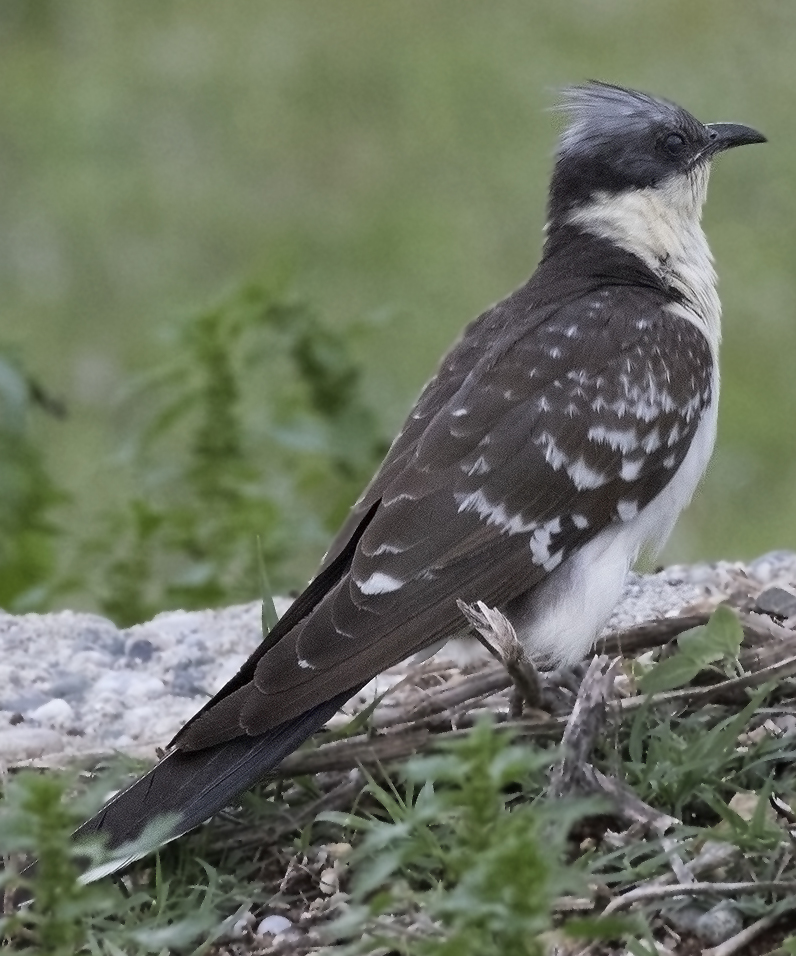
کوکوی خالدار، هم‌میهن با زاغی

هم‌بومی (Syntopy) یک مورد خاص از هم‌میهنی است. به معنای وقوع مشترک دو گونه در یک زیستگاه در یک زمان است. درست مانند اصطلاح گسترده‌تر هم‌میهنی، «هم‌بومی» به ویژه برای گونه‌های نزدیک که ممکن است دورگه یا حتی گونه‌های خواهر باشند استفاده می‌شود. گونه‌های هم‌میهنی با هم در یک منطقه اتفاق می‌افتند، اما لزوماً مانند گونه‌های هم‌بوم دارای موقعیت‌های مشابهی نیستند. نواحی هم‌بومی مورد توجه است زیرا امکان مطالعه شیوهٔ همزیستی گونه‌های مشابه را بدون رقابت با یکدیگر فراهم می‌کند.